# 置賜県
置賜県（おきたまけん 旧字体：置賜󠄁縣）は、1875年（明治8年）に羽前国南部を管轄するために設置された県。現在の山形県置賜地方にあたる。

## 概要
主に旧米沢藩の支配地域を管轄した。江戸時代を通じて同藩が置賜郡のほぼ全域を領有したため、独特の郷土料理や方言などの藩政文化が育まれた。

## 沿革
- 1871年（明治4年）11月2日 - 第1次府県統合により米沢県が廃止され、置賜県が発足。県庁は置賜郡米沢（現在の米沢市）に設置。
- 1876年（明治9年）8月21日 - 第2次府県統合により山形県に合併。同日置賜県廃止。

## 管轄地域
- 羽前国
  - 置賜郡

## 歴代知事
- 1871年（明治4年）11月2日 - 1872年（明治5年）4月9日 ： 参事・高崎五六（元鹿児島藩士）
- 1872年（明治5年）4月9日 - 1872年（明治5年）11月2日 ： 参事・本田親雄（前少議官、元鹿児島藩士）
- 1872年（明治5年）11月2日 - 1872年（明治5年）11月23日 ： 参事・関口隆吉（元幕臣）
- 1872年（明治5年）11月23日 - 1873年（明治6年）5月29日 ： 参事・芹沢政温（前置賜県権参事）
- 1873年（明治6年）5月29日 - 1873年（明治6年）11月2日 ： 参事・関義臣（前鳥取県参事、元福井藩士）
- 1873年（明治6年）11月2日 - 1874年（明治7年）9月20日 ： 権令・関義臣（前置賜県参事）
- 1874年（明治7年）9月20日 - 1876年（明治9年）8月21日 ： 権令・新庄厚信（元岡山藩士）